# Lông mày
Lông mày (hay còn gọi là chân mày, mày) (tiếng Anh: eyebrow) là một dải lông mảnh rậm kéo dài khoảng 1,5 đến 2cm bao phía trên mắt theo hình dạng của biên thấp của các đường gờ lông mày ở một số loài động vật có vú. Lông mày có khả năng bảo vệ mắt dưới các tác nhân thông thường như nước, mồ hôi và các mảnh vụn khác rơi xuống hốc mắt. Những chuyển động của lông mày trên mặt cũng góp phần tham gia diễn tả cảm xúc. Lông mày cũng là một yếu tố chính dùng nhận dạng con người.
Người ta cũng thường xuyên - đặc biệt là phụ nữ - thay đổi lông mày của họ bằng nhiều cách và các phương tiện khác nhau như nhổ bỏ, trang điểm, uốn cong, gắn lông giả, xăm, hay xỏ khuyên để làm đẹp hoặc với các mục đích khác nhau.

## Hình ảnh

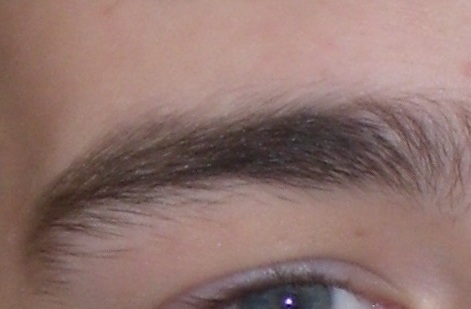
Lông mày.
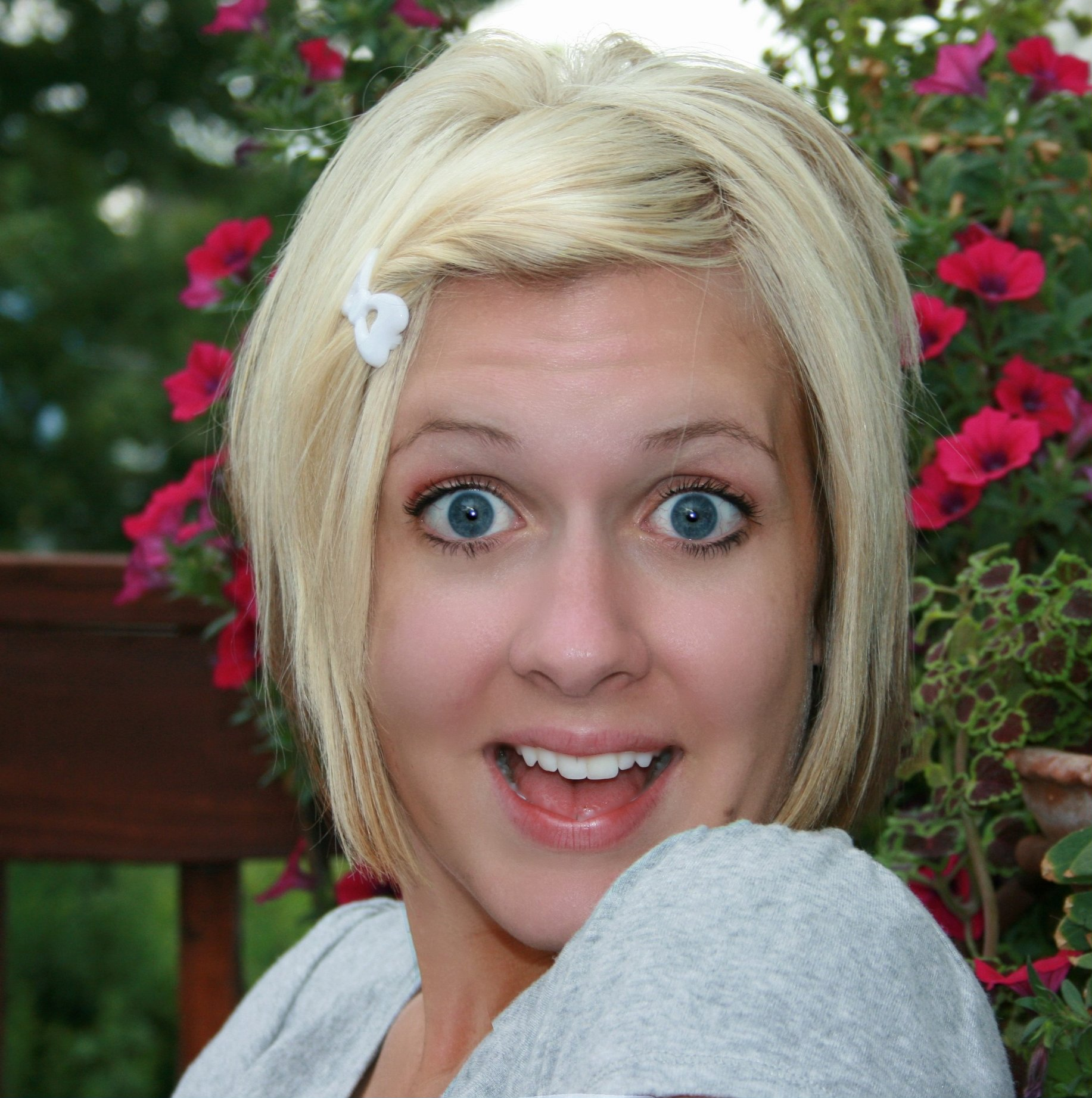
Diễn tả sự ngạc nhiên bằng lông mày.
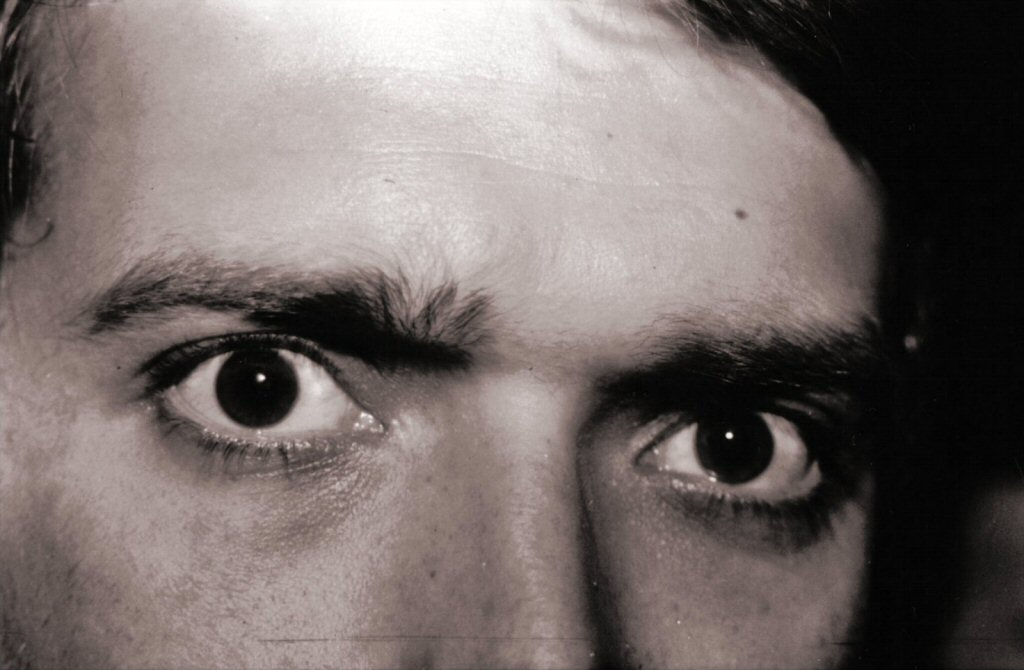
Lông mày cũng có thể giúp khắc họa sự đồng cảm.
Trong bức tranh Mona Lisa, người đàn bà đã cạo lông mày.
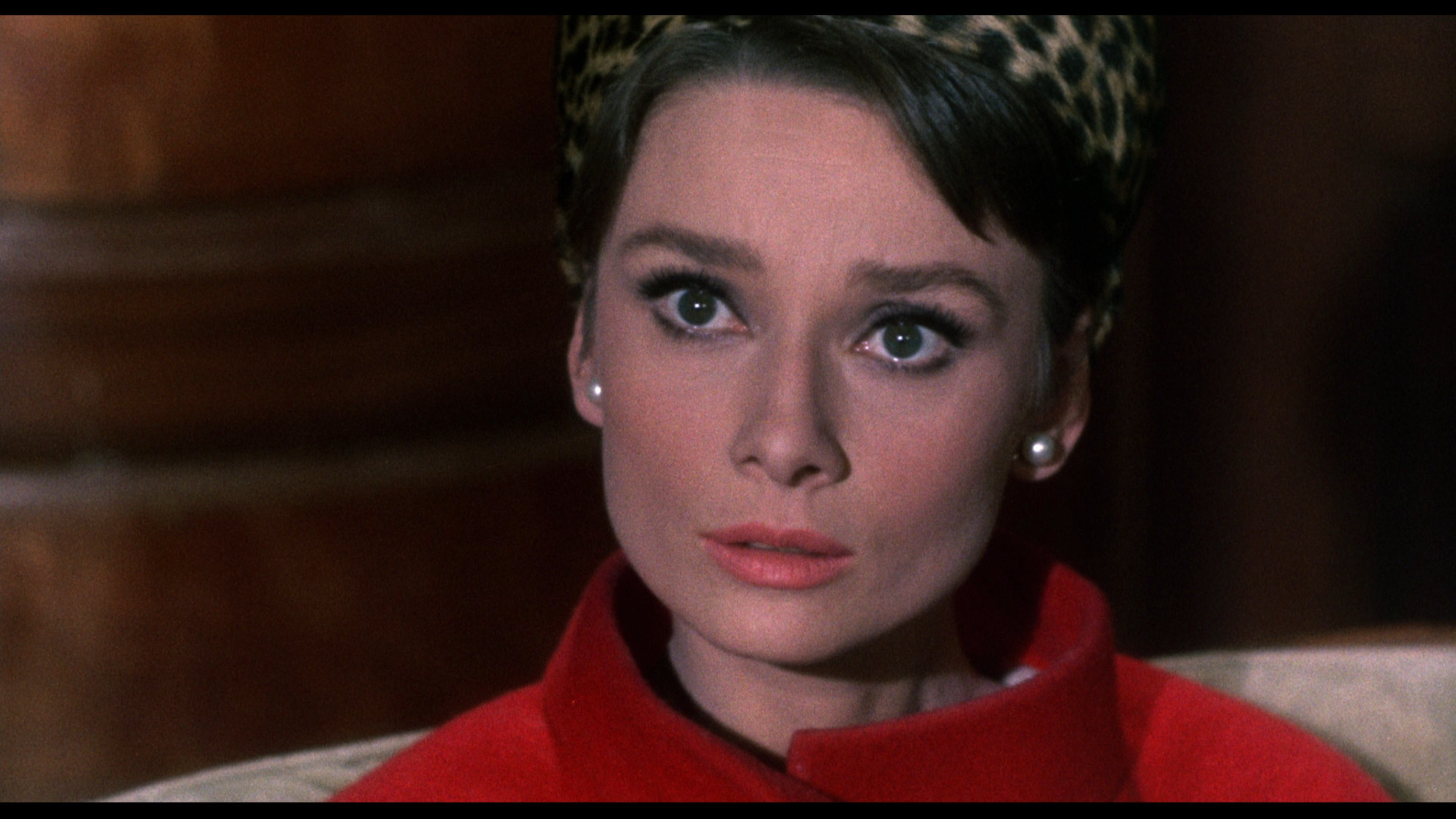
Đặc điểm nhận dạng của Audrey Hepburn:lông mày dày.
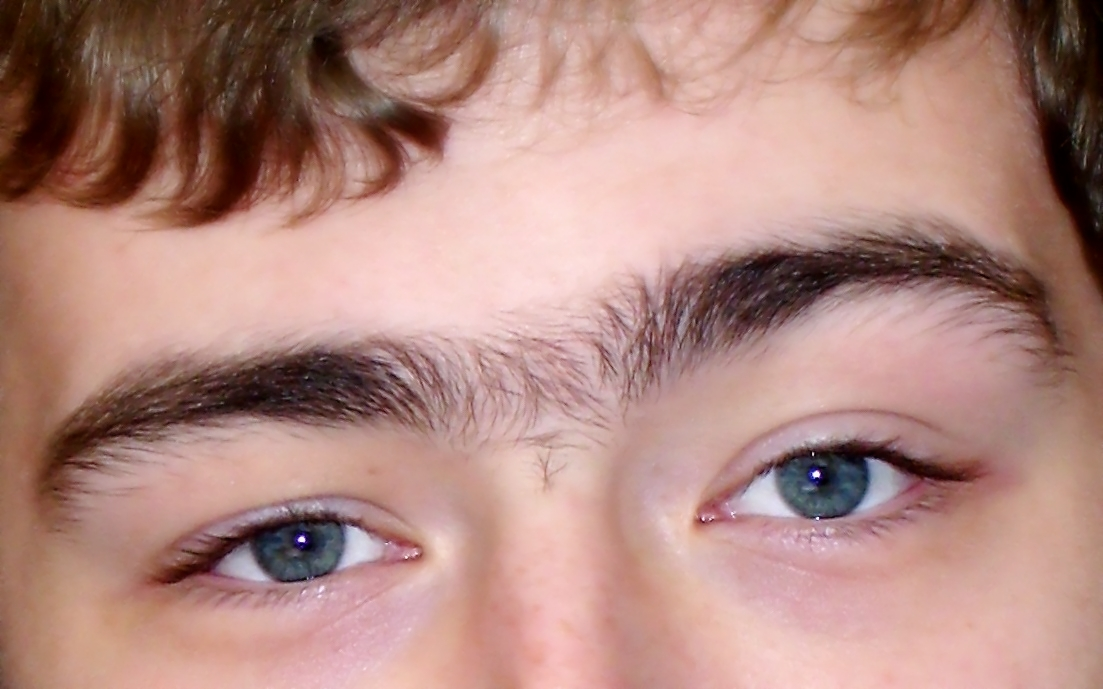
Một thanh niên có hai bên lông mày dính vô nhau thành một đường.